# Pop'n stage
pop'n stage es un juego de baile basado en la serie de pop'n music, tanto en sus diseños como canciones, junto con diez paneles (cuatro distribuidos de forma cuadrangular y uno en el centro) parecido a los de los videojuegos de Pump It Up para ejecutar usando los pies. En efecto, mezclando los gráficos de pop'n music con el estilo de juego de DanceDanceRevolution. Una actualización seguida más tarde, de nombre pop'n stage ex, fue agregado al juego, el cual traía dos nuevas canciones, varias canciones de pop'n music 3 y dos nuevas dificultades ANOTHER MANIAC.

## Lista de canciones
Las siguientes tablas muestran las canciones introducidas en el juego:
| Nombre                                        | Género        | Artista                            | Personaje    | BPM       |           |
| New songs                                     | New songs     | New songs                          | New songs    | New songs | New songs |
| --------------------------------------------- | ------------- | ---------------------------------- | ------------ | --------- | --------- |
| beAchest beAch                                | TROPiCAL      | Sana Meets Togo PAPA               | TROPPiE      | 130       |           |
| Girl from the Portrait                        | 80's POP      | 1000 RIVER featuring Masato Ishida | DICK         | 120       |           |
| Let's me Let's go                             | J-dance       | Ma-You                             | JUDY         | 111       |           |
| Viva! 2000                                    | SAMBA         | Marilia & Kaorin                   | NAWOMI       | 116-138   |           |
| White day dream                               | FOLKY         | 馬場一嘉                           | SHOLLKEE     | 146       |           |
| full moon                                     | COOL DANCE    | Super Wink "fut" Ryo Asakawa       | JUDY         | 135       |           |
| Picnic                                        | GIRLS POP     | three berry icecream               | YURI*CHAN    | 110-160   |           |
| the Claw & the Dragon                         | KUNG-FU       | Re Mongkoh                         | DRAGON       | 300       |           |
| A LOVE WE NEVER KNEW                          | HOUSE         | JULIANNE&EDISON                    | Nyami / Mimi | 137       |           |
| ¿Que vas a hacer?                             | SPANISH       | TRAVIESO                           | ROMA         | 124       |           |
| 魔法の扉(スペース@マコのテーマ)               | ANIME HEROINE | a.s.a                              | SPACE★MACO   | 184       |           |
| LA LA LA LA YO-DEL                            | JODLER        | DJ Simon                           | CLARA        | 165       |           |
| Let's go dancing                              | FUNK          | Benji                              | milly        | 124       |           |
| ミュージカル "5丁目物語" よりオーヴァーチュア | MUSICAL       | ナヤ～ン & His Orchestra           | HOTARU       | 142-189   |           |
| Go no stopping                                | SKA CORE      | CATAPILA                           | FAT BOY      | 180-240   |           |
| Old pop'n music songs                         |               |                                    |              |           |           |
| Love Is Strong To The Sky                     | GIRLY         | SAORI                              | MARGARET     | 119       |           |
| Quick Master                                  | J-TEKNO       | act deft                           | SHOLLKEE     | 147       |           |
| SPICY PIECE                                   | SPY           | ORIGINAL SOUND TRACKS              | Secret D     | 156       |           |
| すてきなタブーラ                              | MASARA        | TABAN KING                         | KARLI        | 130       |           |
| Special                                       |               |                                    |              |           |           |
| BoaBoaLady!                                   | REGGAE        | jam master'73                      | THE★MOCKEY   | 90        |           |
| I'm on fire                                   | HEAVY METAL   | AD/DA                              | BOMBER       | 150       |           |
| pop'n stage ex                                |               |                                    |              |           |           |
| Bit of Love                                   | EURODANCE     | Super Wink "fut" Ryo Arche         | INUCHIYO     | 137       |           |
| cat's Scat                                    | SCAT          | Q-Mex                              | INUCHIYO     | 135       |           |
| なんか変だ                                    | POWERFOLK     | 新堂敦士                           | INUCHIYO     | 123       |           |
| un-Balance                                    | NEW-COMMER    | 佐藤千晶                           | INUCHIYO     | 160       |           |
| LET ME FEEL SO HIGH                           | PUNK          | Little Bitch.K2                    | INUCHIYO     | 160       |           |
| WE TWO ARE ONE                                | SUPER EURO    | Lala Moore                         | INUCHIYO     | 160       |           |